# Yacimiento de Kukuma
El yacimiento de Kukuma es una cueva del Magdaleniense superior final ubicada junto a la localidad de Araia (Álava) al pie de la sierra de Alzania. Es de carácter calizo. Este tipo de piedra es el que ha dado lugar a diferentes cavidades que hicieron posible una serie de asentamientos humanos. Es una cueva de pequeñas dimensiones, cuyo descubrimiento se llevó a cabo en el año 1975 por Juan Antonio Madinabeitia. 

## Cueva
Es una cueva de dimensiones reducidas; la apertura tiene unos 3 metros de ancho y 1,5 metros de alto, y esta da paso a un portal orientado de S. a E. por el que se accede a una galería con un recorrido de S.E. a N.O. La longitud de la cueva es de unos 7 metros de profundidad, y según se va avanzando se van reduciendo en anchura y altura hasta llegar a los 2 metros de anchura y 1 metro de altura.

## Registro estratigráfico
La cueva de Kukuma se encuentra en una zona de calizas de aspecto masivo. El yacimiento consta de un único nivel arqueológico de aproximadamente 10 cm, que se sitúa por encima de un sedimento arenoso:
- nivel inferior (nivel II), con un gran porcentaje de arenas. Este nivel se sedimenta en un episodio en el que el agua cargada de sedimentos penetra en la cueva, depositándose en la misma al perder energía. Se trata de un nivel arenoso estéril de color amarillento.
- nivel superior (nivel I), con una gran proporción de limos y arcillas y la aparición de materiales de litología caliza, tras el secado de la cavidad. Se trata de un nivel orgánico, de color oscuro, de aproximadamente 10 cm de potencia (es el nivel arqueológico).

## Materiales arqueológicos
La mayor parte de los restos óseos que se acarrean a la cueva corresponden a partes anatómicas que apenas tienen interés cárnico (maxilares, metacarpos, etc.) con la excepción de dos fragmentos de fémur de cabra. Los restos en sílex no son abundantes, su análisis permite su adscripción al Magdaleniense superior final: segmentos de círculo, láminas de borde abatido, puntas, truncaduras, raspadores, buriles, así como una sierrita. Además de estos útiles se han encontrado un canto de arenisca con señales de haber sido utilizado.

## Clima y medio ambiente
A través de los análisis de polen se ha reconstruido un paisaje vegetal constituido por un bosque mixto bastante cerrado, compuesto por especies de hoja caduca (roble, abedul y tilia) y de hoja perenne (pino).
Capturaban tanto especies de roquedo como de bosque o de espacios abiertos. La mayor cantidad de restos corresponden a ungulados salvajes, entre los que predomina la Capra pirenaica (cabra) seguida de Rupicapra rupicapra (sarrio), seguidos de Sus scrofa (jabalí) y de Cervus elaphus (ciervo).

## Dataciones absolutas

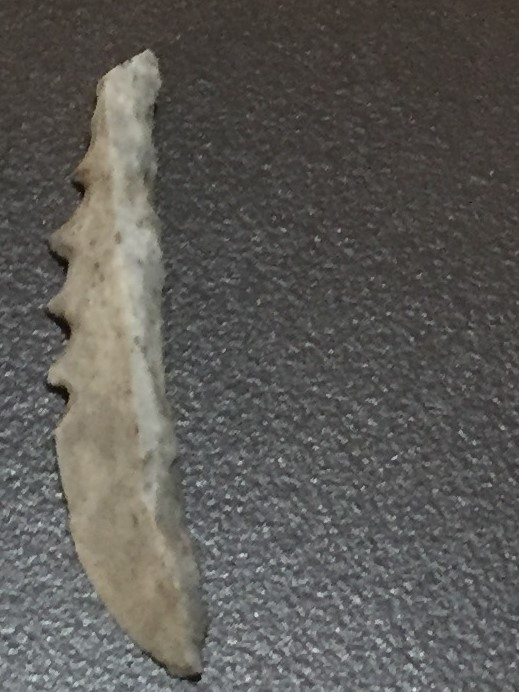
Laminilla en forma de sierra encontrada en dicho yacimiento y que hoy en día se encuentra en el BiBat de Vitoria

Existen tres dataciones de carbono-14, dos de ellas son demasiado jóvenes para la ocupación prehistórica y la tercera, del 11 550 ± 130 BP nos situaría en el límite entre el Magdaleniense y el Epipaleolítico (obtenida mediante una vértebra lumbar y costilla de sarrio).
Para datar la época, no se puede obviar la laminilla en forma de sierra que apareció en dicho lugar y que hoy permanece expuesta en el museo de arqueología BiBat de Vitoria. Dicha laminilla en forma de sierra es un fósil director que determina que estamos en el Magdaleniense final.